# خانه‌های بریم شماره ۲۱۸
خانه‌های بریم شماره ۲۱۸ مربوط به دوره پهلوی دوم است و در شهرستان آبادان، بخش مرکزی، منطقه مسکونی بریم، پلاک ۲۱۸ واقع شده و این اثر در تاریخ ۶ اسفند ۱۳۸۵ با شمارهٔ ثبت ۱۷۴۱۰ به‌عنوان یکی از آثار ملی ایران به ثبت رسیده است.